# NGC 5307
NGC 5307是一個距離地球約1萬光年的行星狀星雲，在天球上位於半人馬座。NGC 5307的直徑約0.6光年，內部有風車或螺旋狀結構。NGC 5307由約翰·赫歇爾發現於1837年4月15日。

## 外部連結
- HubbleSite NewsCenter Hubble picture and information on NGC 5307（页面存档备份，存于）